# Samantha Fox Strip Poker
Samantha Fox Strip Poker est un jeu vidéo développé et distribué en 1986 sur les plateformes Amstrad CPC, ZX Spectrum, Commodore 64, MSX et BBC Micro. Ce jeu de Stud Poker propose deux options : « déshabiller une star à ses risques et périls » ou un mode classique contre trois adversaires.